# Alex Bolt
Alex Bolt (Murray Bridge, 5 januari 1993) is een Australische tennisspeler. Hij heeft nog geen ATP-toernooi gewonnen. Hij deed wel al mee aan verschillende grandslamtoernooien. Hij heeft twee challengers in het enkelspel en zes challengers in het dubbelspel op zijn naam staan.

## Palmares

### Enkelspel
| Nr.                  | Datum         | Toernooi | Ondergrond | Tegenstander in finale | Score            |
| -------------------- | ------------- | -------- | ---------- | ---------------------- | ---------------- |
| Gewonnen challengers |               |          |            |                        |                  |
| 1.                   | 3 mei 2014    | An-Ning  | Gravel     | Nikola Mektić          | 6-2, 7-5         |
| 2.                   | 11 maart 2018 | Zhuhai   | Hardcourt  | Hubert Hurkacz         | 5-7, 7-6(4), 6-2 |

### Mannendubbelspel
| Nr.                              | Datum            | Toernooi   | Ondergrond | Partner            | Tegenstanders in finale         | Score       |
| -------------------------------- | ---------------- | ---------- | ---------- | ------------------ | ------------------------------- | ----------- |
| Gewonnen challengers herendubbel |                  |            |            |                    |                                 |             |
| 1.                               | 3 mei 2014       | An-Ning    | Gravel     | Andrew Whittington | Daniel Cox Gong Maoxin          | 6-4, 6-3    |
| 2.                               | 8 november 2015  | Canberra   | Hardcourt  | Andrew Whittington | Brydan Klein Dane Propoggia     | 7-6(2), 6-3 |
| 3.                               | 6 augustus 2017  | Lexington  | Hardcourt  | Max Purcell        | Tom Jomby Eric Quigley          | 7-5, 6-4    |
| 4.                               | 29 oktober 2017  | Traralgon  | Hardcourt  | Bradley Mousley    | Evan King Nathan Pasha          | 6-4, 6-2    |
| 5.                               | 5 november 2017  | Canberra   | Hardcourt  | Bradley Mousley    | Luke Saville Andrew Whittington | 6-3, 6-2    |
| 6.                               | 11 februari 2018 | Launceston | Hardcourt  | Bradley Mousley    | Sekou Bangoura Nathan Pasha     | 7-6(6), 6-0 |

## Resultaten grote toernooien
| Legenda | Legenda                          |
| ------- | -------------------------------- |
| g.t.    | geen toernooi gehouden           |
| l.c.    | lagere categorie                 |
| –       | niet deelgenomen                 |
| G       | uitgeschakeld in de groepsfase   |
| 1R      | uitgeschakeld in de eerste ronde |
| 2R      | uitgeschakeld in de tweede ronde |
| 3R      | uitgeschakeld in de derde ronde  |
| 4R      | uitgeschakeld in de vierde ronde |
| KF      | uitgeschakeld in de kwartfinale  |
| HF      | uitgeschakeld in de halve finale |
| F       | de finale verloren               |
| W       | het toernooi gewonnen            |
| w-v     | winst/verlies-balans             |

### Enkelspel
| Grandslamtoernooien  |      |      |      |      |      |    |
| Australian Open      | –    | 1R   | 1R   | 3R   | 2R   | 2R |
| Roland Garros        | –    | –    | –    | –    | –    | –  |
| Wimbledon            | –    | –    | 1R   | –    | g.t. | 2R |
| US Open              | –    | –    | –    | –    | –    |    |
| ATP Masters 1000     |      |      |      |      |      |    |
| Indian Wells         | 1R   | –    | –    | 2R   | g.t. |    |
| Miami                | –    | –    | –    | –    | g.t. | –  |
| Monte Carlo          | –    | –    | –    | –    | g.t. | –  |
| Madrid               | –    | –    | –    | –    | g.t. | –  |
| Rome                 | –    | –    | –    | –    | –    | –  |
| Montreal/Toronto     | –    | –    | –    | –    | g.t. |    |
| Cincinnati           | –    | –    | –    | –    | –    |    |
| Shanghai             | –    | –    | –    | –    | g.t. |    |
| Parijs               | –    | –    | –    | –    | –    |    |
| Olympische Spelen    |      |      |      |      |      |    |
| Olympische Spelen    | g.t. | g.t. | g.t. | g.t. | g.t. |    |
| Statistieken         |      |      |      |      |      |    |
| Totaal aantal titels | 0    | 0    | 0    | 0    | 0    | 0  |
| Eindejaarsranking    | 269  | 189  | 159  | 171  | 137  |    |

### Mannendubbelspel (Grand Slams)
| Grandslamtoernooien  |      |      |      |     |      |      |      |      |   |
| Australian Open      | 2R   | KF   | 3R   | 1R  | KF   | 1R   | 1R   | 1R   | – |
| Roland Garros        | –    | –    | –    | –   | –    | –    | –    | –    | – |
| Wimbledon            | –    | 1R   | –    | –   | –    | 1R   | –    | g.t. | – |
| US Open              | –    | –    | –    | –   | –    | –    | –    | –    |   |
| Olympische Spelen    |      |      |      |     |      |      |      |      |   |
| Olympische Spelen    | g.t. | g.t. | g.t. | –   | g.t. | g.t. | g.t. | g.t. |   |
| Statistieken         |      |      |      |     |      |      |      |      |   |
| Totaal aantal titels | 0    | 0    | 0    | 0   | 0    | 0    | 0    | 0    | 0 |
| Eindejaarsranking    | 156  | 108  | 159  | 510 | 86   | 242  | 254  | 344  |   |